# おろち (漫画)
『おろち』は、楳図かずおによる日本の恐怖漫画。またそれを原作とした2008年の日本の実写映画。『週刊少年サンデー』1969年25号から1970年35号に連載された。

## 概要
不思議な能力を持ち、歳をとることのない謎の美少女「おろち」が、悲壮な運命に翻弄される人々の人生を見つめていくオムニバス形式の作品である。9つのストーリーから成り立っている。
おろちは作品を通しての狂言回し的存在ではあるが、ある人の人生をほとんどただ見つめるだけのこともあれば、みずからその不思議な能力を使ってストーリーに積極的に介入していく場合もある。超越した存在であり危機に陥ることもないが、最終話のみは自ら当事者と一体化することを強いられ、一転して凄絶な虐待や暴行を受けることになる。
楳図作品の中では、怪談的な恐怖よりも、人間誰もが心に持つ恐ろしい部分を描き出した心理的ホラーに近い作品である。ラストでのどんでん返しも多い。

## あらすじ
姉妹
「18歳の誕生日を迎えると醜くなっていく」という血筋の家に生まれた美人姉妹による、女心の恐ろしさと執念を描く。
ステージ
幼くして交通事故で父をなくした少年が、暗い影を持ちながらも歌手として華やかなステージを目指す。
カギ
嘘つき癖のあるオオカミ少年のような男の子が殺人事件の現場を目撃するのだが、大人は誰も信じようとしない。やがて男の子は命を狙われる。
ふるさと
田舎の村を出てヤクザの道を進んでしまった青年が脳に重傷を負った時、ふるさとへの思いが恐ろしい奇跡を起こす。
骨
若くして夫を亡くした女を不憫に思ったおろちが、夫に似せた人形を作って命を与えようとするが、失敗。物語は恐ろしい方向へ向かう。最もホラー的要素が強い作品。
秀才
1歳の誕生日に強盗に首を切りつけられた少年が、ある秘密を知ってから勉強に没頭する。
眼
盲目の少女が命を狙われた時、想像を超えた力を発揮する。
戦闘
父が持つ恐ろしい戦争体験を知る中で、苦しみながら人間の醜さや生きることの意味を理解していく少年の姿を描く。ストーリーの面白さを追求した「おろち」シリーズの中では異色と言える、哲学的要素の強い作品。
血
名家に生まれ、優秀な姉と比較され続け惨めな人生を送る妹を中心に、悲壮な人間模様を描く。おろちの重要な秘密も明らかにされる、シリーズのクライマックスに当たる作品。

## おろちの能力
不老不死
おろちの肉体は生理的に老化しない。10代半ばから後半と思われる外見のまま、長い年月を生き続けている。実際の年齢は不明。ただし100年に一度、通常の睡眠とは違う「ねむり」に陥ってしまう。10年単位で続く「ねむり」は不老不死に深い関わりがあり、これがないとおろちの肉体も通常の人間と同じく老化してしまう。もっとも「ねむり」を拒絶することは不可能で、周期がきてしまうとおろちは強制的に「ねむり」の状態に入ってしまう。おろちは怪我の回復も早く、痛みの感覚も鈍い。また少なくとも作中では、病気になる描写もないが、あまりに酷いダメージを受けると「ねむり」につく時間が早く来てしまうようである。夫と離婚してヤケになり飲酒運転をしていた理沙をかばってかなり酷い怪我をした時も、おろちはひたすら襲ってくる眠気と戦いながら走りに走り、洞窟の中へと落ちてしまった（「血」を参照）。
念動力
いわゆるサイコキネシス。超絶的な力はないが、それでもチンピラのもっている角材を真っ二つにへし折ったり、複数の相手を念動力で倒したりしている（「ふるさと」参照）。対象を人差し指で差すことが多く、徹夜の勉強をしていたせいで踏切の警告音がまったく聞こえず、本来なら電車に轢き殺されているはずの少年の身代わりになったりと多種多様の効果を出せる（秀才を参照）。この力の応用で、一草の放った矢の刺さった恋人の青年の急所をそらすように、彼の背後から指差している（「姉妹」を参照）。鍵のかかった扉を開けることができ（「姉妹」と「秀才」を参照）自分の血を写真に写っている人物の上に垂らすことで、虫の知らせと同じ現象を引き起こすことができる（「姉妹」を参照）また夢の中とはいえ、超能力と不気味な人格を与える隕石を至近距離まで近づかなくてはいけなかったとはいえ、指差すだけで粉砕していた（「ふるさと」を参照）。
映画版では、錯乱した一草のもっているクロスボウを指差すだけで破壊している。この場合はクロスボウのみ破壊しており、一草はまったく傷つけていない。最終話では能力が完全に封じられ、一般人としてなすがままの凄絶な暴行を受け続けることになる。
精神感応
おろちが最も多用する力。他者の精神に介入し暗示を植えつけたり、記憶を読んだりする。暗示はほぼ完璧に作用するが、積極的に使うのは自分の存在を相手に受け入れさせたり、逆に自分に関する記憶を消したりする場合であり、相手を洗脳して行動や思考を操ったりはしない。記憶を読む場合、相手の精神が他者を頑なに拒絶していると、抽象的なイメージしか伝わってこない。どちらも対象の人間に直接触る必要がある。暗示は相手の頭部に触れると効果が高いようである。
呪術
おろちは簡単に言えば魔法のような力を使用することがある。「絵を通して遠く離れた場所を観察する」「人形に生命を吹き込む」「包帯（右手首に巻いている）を使って他者の傷を癒す」など。あまりに高度な呪術は失敗してしまうこともある。

## 映画
「姉妹」と「血」の2編を基にしたストーリーとなる。2007年11月22日から東京都などで2か月間撮影が行われた。
楳図は『キネマ旬報』2008年10月下旬号にて「自身の作品の（ちゃんとした）初映像化」と高評価しており、一方で監督の鶴田法男との対談の際、鶴田は「そんなに楳図さんとシンクロしているとは思わなかった」という旨の発言をしている。

### スタッフ
- 製作 - 石井徹、石川博、横溝重雄、亀井修、古玉國彦、松田英史、斎藤裕、喜多埜裕明
- 企画 - 黒澤満、遠藤茂行
- プロデューサー：佐藤現、近藤正岳、服部紹男、山本勉
- 監督 - 鶴田法男
- 原作 - 楳図かずお「おろち」
- 脚本 - 高橋洋
- 音楽 - 川井憲次
- 主題歌 - 柴田淳「愛をする人 - Orochi's Theme」
- 挿入歌 - 「またあした」作曲：川井憲次　作詞：児島由美
- 撮影 - 柴主高秀(J.S.C)
- 美術 - 山崎秀満
- 録音 - 山田幸治
- 照明 - 蒔苗友一郎
- 編集 - 須永弘志
- VFXプロデューサー - 大屋哲男
- 整音 - 室薗剛
- スクリプター - 岩倉みほ子
- 技斗 - 瀬木一将
- 助監督 - 高橋正弥
- 製作担当 - 岩下真司
- 企画協力 - 小学館IKKI編集部
- 製作プロダクション：セントラル・アーツ
- 配給 - 東映
- 製作 - 「おろち」製作委員会（東映ビデオ、テレビ東京、東映、小学館、東映チャンネル、東映エージエンシー、小学館集英社プロダクション、Yahoo! JAPAN）

### キャスト
- 門前葵・門前一草 - 木村佳乃
- 門前理沙 - 中越典子
- 大西弘 - 山本太郎
- 執事・西条 - 嶋田久作
- 少女時代の一草 - 佐藤初
- 少女時代の理沙 - 山田夏海
- 昌江（佳子の母） - 大島蓉子
- パパ（佳子の父） - エド山口
- 家政婦・君田 - 楠見薫
- 家政婦・北村 - 鯉沼トキ
- 音楽教師・片岡 - 久世星佳
- 撮影所長 - 国枝量平
- 撮影所の重役 - 研丘光男
- 飲み屋の客 - 諏訪太朗
- 飲み屋の客 - 齋藤康弘
- 飲み屋のママ - みやなおこ
- トーク番組・司会者 - 久保田麻三留（テレビ東京）
- 歌謡ショー・司会者 - 島田弘久（テレビ東京）
- 歌謡ショー・ピアニスト - 佐孝康夫
- 撮影所の運転手 - 徳健人
- 映画監督 - 平田忠継
- 号外を配る男 - 小野義行
- 得体の知れない女 - 大口与枝
- 劇中劇の男優 - 眞島秀和
- おろち（佳子） - 谷村美月

### セルソフト化
2009年3月21日発売。発売元は東映ビデオ、販売元は東映。
- おろち（DVD1枚組）
  - 映像特典
    - 劇場予告編
    - TVスポット
    - オフィシャル メイキング
    - メイキング オブ「おろち」 東映チャンネル番組
    - 製作発表記者会見
    - 完成披露試写会舞台挨拶
    - 公開初日舞台挨拶
    - 劇中映画「愛の絆」
    - 劇中TV番組「トップスターの夜」
    - ポスターギャラリー

  - 初回限定特典
    - スペシャルCD（劇中歌「新宿鳥」フルバージョン収録）
    - 楳図かずお原作イラスト入りポストカード（1枚）
    - 「新宿烏」歌詞カード（1枚）
    - 特製スリーブケース